# Бервутс, Фред
Фред Бервутс — бельгийский живописец, рисовальщик, график и гравер.

## Биография
Родился 12 мая 1942 года в Звейндрехте, недалеко от Антверпена. Бервутс учился в Королевской Академии изобразительных искусств в Антверпене. В 1957 году он поступил в Высший институт изобразительных искусств, также в Антверпене. Его преподавателями были Антон Марстбом, Рик Слаббинк, Жульен Крейтенс и Рене Де Конинк. Уже во время учёбы много людей признали замечательный талант Фреда. В 1961 году он получил премию «Ларан Меуса» а в 1963 году премию «Камил Хойсманс». В 1966 году Фред окончил учёбу и сразу был принят в художественный круг Парижа.
В то время он также начал преподавать в Высшем институте изобразительных искусств в Антверпене.

## Творчество

#### Стиль творчество
Стиль и работы Фреда Бервутса характеризуются скоростью и непосредственностью. Он всегда балансирует между непредсказуемостью и нацеливаемостью, между хаосом и порядком, символом и изображением. Эта двойственность постоянно отражается в его работе. Картины Бервутса поэтому не проявляют однородности и никакой непрерывности в строгом смысле слова. Как с тематической, так и с стилистической точки зрения его творчество постоянно меняется и не проявляет никакой гомогенности. Поэтому можно разделить его произведения на темы или серии. Все эти темы формируют его изобразительную автобиографию.

#### 1960-е годы
С 1964 по 1970 год художественное движение «Кобра» оказало значительное влияние на его работу. Использование ярких цветов и метод рисования ссылался на это художественное движение. Поэтому его первая серия называется «Кобра». Содержание этих картин всегда близко относится к личному миру Бервутса.

#### 1970-е годы
Начниая с 1970 года часто появляются змеи и формы кишечника в своих работах. Эта серия называется «Спагетти». Можно сказать, что эти картины — довольно психоделические. Работы этого времени также характеризуются большими размерами. С 1972 по 1974 год Бервутс рисует маленькие картины. В это время появляются тотемные столбы и шкафы в картинах. Эти серии называются «Шкафы и тотемные столбы». Чудовища и твари играют важную роль в этой серии.
В 70-е годы Бервутс все чаще прибегает к использованию метода травления. Травление, это — имитация гравирования. Этот специальный метод гравирования отличается от гравирования тем, что оно выполняется гораздо быстрее. Работы в это время постепенно увеличиваются в размере. В 1974 Бервутс начал рисовать автопортреты. Картины, которые Фред рисует в 1975 году характеризуются яркими и агрессивными цветами, такие как : зеленые, красные и синие. В том же году Бервутс рисовал серию «Серые». В этих картинах он ссылается на свои сопры с другими художниками.

#### 1980-е годы
В 1980 году умер Ян Кокс, художник и хороший друг Бервутса. Из-за печали и по поводу со смерти ментора, Фред Бервутс решил только использовать черные цвета. Вместо того, чтобы рисовать, он снова использовал метод травления. В 1980 году Бервутс изобрел собственный метод травления. С помощью малярной кисти, Бервутс накладывал кислоту с медью на большие цинковые пластины. Потом Бервутс собирал эти пластины и поставил их на большую пластину. Эта серия называется «Посвящение другу», это — очень выразительная серия, которая производит глубокое впечатление на всех.
Бервутс затем снова стал использовать яркие цвета в картинах. «Рисунки», которую он рисовал в 1985 году, состоит из анекдотичных минималистских картин. С 1985 года стиль Бервутс стал очень скромным. Эта скромность до сих пор видна во многих его картинах.
В 1982 году состоялась первая выставка его творчества в Королевском музее изобразительных искусств в Антверпене. В 1983 году он получил премию «Lobende Anerkennung», благодаря своему участию в 17-й двухлетней выставке в Сан-Паулу. В то время Бервутс начал рисовать литографии и афиши, а также трафареты.
По случаю операции, которую ему сделали в 1987 году, Бервутс рисовал серию «Царапниы». Эта серия состоит в основном из изуродованных самопортретов. В конце 80-х годов Бервутс часто работал ночью, чтобы убежать от повседневных неудач, конфликтов, борьбы и т. д. В то время он нередко использовал акриловую краску. С тех пор работы Фреда стали менее нарративными.
В 1987 году Бервутс поехал в пустыню Невады, чтобы погостить у хорошего друга Альберта Сукальски. Их приключения в пустыне заложили основу для создания новой серии «Невада цикл». Эта серия состоит из нескольких образов, относящихся к Неваде. Для рисования этих картин Бервутс использовал минимальное количество цветов.

#### 1990-е до 2010
В 1991 году Бервутс получил государственную премию изобразительных искусств. Бросается в глаза, что Бервутс в последних работах все больше сам появляется. Он, например, представляет себя как Абориген, как мотоциклист и т. д. Его последние работы постоянно выставляются в галерее Академии Изобразительных Искусств. Кроме Антверпена, работы Бервутса представлялись и представляются в Генте, Кнокке, Москве, в пустыне Невады в США и в Остенде.